# سیر اعلام النبلاء

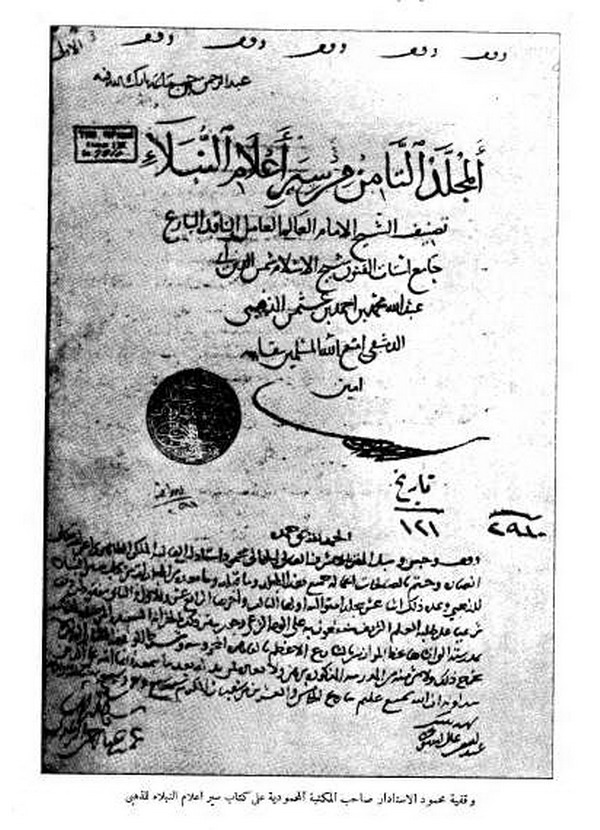
سیر اعلام النبلاء

سیر اعلام النبلاء اثر شمس‌الدین ذهبی کتابی دربارهٔ علم رجال است. دربارهٔ نام کتاب نظرات گوناگونی است مانند: تاریخ العلماء النبلاء، تاریخ النبلاء، کتاب النبلاء، اعیان النبلاء، سیر النبلاء. سیر اعلام النبلاء معروف‌ترین و دقیق‌ترین نام است و ذهبی نیز آن را به‌کار برده‌است.